# Questão Bessarábia

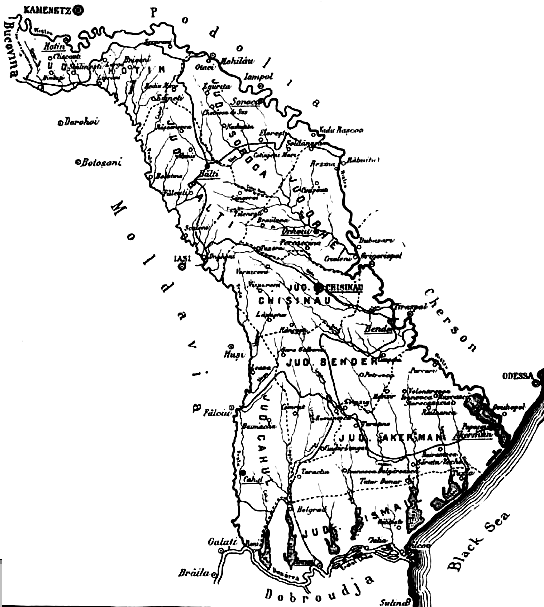
Mapa da Bessarábia

A Questão Bessarábia, questão da Bessarábia ou problema da Bessarábia (em romeno: Problema basarabeană ou chestiunea basarabeană; em russo: Бессарабский вопрос ou бессарабская проблема) refere-se a controvérsia sobre a propriedade da região geográfica da Bessarábia que começou com a anexação da região pelo Império Russo do principado romeno da Moldávia em 1812 através do Tratado de Bucareste e que continuou com a independência e união da Bessarábia com a Romênia em 1917, a ocupação e anexação da região pela União Soviética em 1940 e a dissolução da União Soviética que causou o surgimento de dois novos Estados, cada um controlando partes da Bessarábia: Moldávia e Ucrânia.

## Contexto
Em 1812, o Império Russo anexou a Bessarábia do principado romeno da Moldávia por meio do Tratado de Bucareste. No nacionalismo romeno, esse evento foi visto como inaceitável. Na época, a Moldávia era vassala otomana. Devido a isso, os romenos incluíram a Bessarábia no projeto irredentista da Grande Romênia, um Estado que incluiria todas as populações etnicamente romenas sob seu território.

## Primeira Guerra Mundial, período entreguerras e Segunda Guerra Mundial
Em 1917, a Bessarábia declarou independência e uniu-se à Romênia. No entanto, em 1940, a União Soviética ocupou a Bessarábia e também a Bucovina do Norte. A Romênia recapturou as regiões em 1941, mas a União Soviética fez o mesmo novamente em 1944. Sob o domínio soviético, a Bessarábia foi dividida entre a República Socialista Soviética da Ucrânia e a nova República Socialista Soviética da Moldávia.

## Período comunista
No Tratado de Paz de Paris de 1947, a União Soviética e a Romênia reafirmaram as fronteiras uma da outra, reconhecendo a Bessarábia, a Bucovina do Norte e a região de Hertsa como territórios das respectivas repúblicas soviéticas.
Durante o início da Guerra Fria, a Questão Bessarábia permaneceu em grande parte adormecida na Romênia. Na década de 1950, a pesquisa sobre história e sobre a Bessarábia era um assunto proibido na Romênia, enquanto o Partido dos Trabalhadores Romenos tentava enfatizar os laços entre romenos e russos, sendo a anexação considerada apenas uma prova do internacionalismo da União Soviética.
A partir da década de 1960, Gheorghe Gheorghiu-Dej e Nicolae Ceaușescu praticaram uma política de distanciamento da União Soviética, mas o debate sobre a Bessarábia foi discutido apenas em áreas acadêmicas como historiografia e linguística, não em nível político.
À medida que as relações entre a Romênia e a União Soviética atingiram o seu ponto mais baixo em meados da década de 1960, acadêmicos soviéticos publicaram artigos históricos sobre a "Luta pela Unificação da Bessarábia com a pátria soviética" (Artiom Lazarev) e o "Desenvolvimento da Língua Moldava" (Nicolae Corlățeanu). Por outro lado, a Academia Romena publicou algumas notas de Karl Marx que abordavam a "injustiça" da anexação da Bessarábia  em 1812 e Ceaușescu, num discurso de 1965, citou uma carta de Friedrich Engels na qual criticava a anexação russa, enquanto noutro discurso de 1966, denunciou os apelos do Partido Comunista Romeno, antes da Segunda Guerra Mundial, para a anexação soviética da Bessarábia e da Bucovina.
A questão foi trazida à tona sempre que as relações com os soviéticos estavam se deteriorando, mas nunca se tornou um assunto sério para negociações de alto nível. Ainda em novembro de 1989, com a diminuição do apoio soviético, Ceaușescu levantou novamente a questão da Bessarábia durante o 14.º Congresso do Partido Comunista Romeno, onde denunciou a invasão soviética e exigiu a condenação e anulação de todos os acordos concluídos durante a Segunda Guerra Mundial com a Alemanha nazista (implicitamente o Pacto Molotov-Ribbentrop), mas sem qualquer modificação das fronteiras dos países europeus.

## História recente
Após a Revolução Romena, o novo presidente romeno, Ion Iliescu, e o presidente soviético Mikhail Gorbachev assinaram, em 5 de abril de 1991, um tratado político que, entre outras coisas, reconhecia a fronteira soviético-romena. No entanto, a Romênia se recusou a ratificá-lo. Romênia e Rússia finalmente assinaram e ratificaram um tratado em 2003, após a independência da Moldávia e da Ucrânia.
No século XXI, um movimento para unificar a Moldávia e a Romênia ganhou popularidade. Alguns grupos nacionalistas romenos reivindicam as partes ucranianas da Bessarábia e da Bucovina, apesar da fronteira entre os dois países ter sido consolidada em um tratado no início dos anos 2000.

### Citações
1. ↑  The Bessarabian Dispute. Hamilton Fish Armstrong. Foreign Affairs
2. ↑  Bessarabia- the Perennial Political Subject on the Romanian-Soviet Sensible Agenda.  Miruna Mădălina Trandafir / Procedia - Social and Behavioral Sciences
3. ↑  Treaty of Peace with Roumania Part I, article 1. of "Australian Treaty Series" at the "Australasian Legal Information Institute" austlii.edu.au
4. ↑  King, p.103
5. ↑  King, p.103-104
6. ↑  King, p.105
7. ↑  King, p.105
8. ↑  King, p.106
9. ↑  «La Congresul al XIV-lea al PCR, Ceauşescu a cerut anularea Pactului Ribbentrop-Molotov». mediafax.ro. 22 de Novembro de 2019
10. ↑  Armand Goșu, "Politica răsăriteană a României: 1990-2005" Arquivado em 2009-05-21 no Wayback Machine, Contrafort, No 1 (135), Janeiro de 2006